# 御城棋
御城棋，是日本德川幕府年代的一项传统围棋、将棋赛事，圍棋的稱為，將棋的稱為，每年一度在江户二条城幕府將軍面前举行。

## 资格
御城棋每年十一月初六报名，十一月十七举行。围棋参赛者必须是本因坊家、井上家、安井家、林家四家家元、迹目，以及达到四家协议标准（一般是上手以上）的其他棋士。出席棋士按惯例有十枚银币、衣服、茶食等赏赐。在对局期间，对弈者禁止外出。由於高段棋士一局通常甚久，有時候棋局會在御城碁前就先對弈，現場僅覆盤給將軍、天皇看，稱為下打制度。另外出席的棋士均需剃頭，此例出於當初算砂為一和尚緣故，且代表著高段棋士應有的清心脫俗。

## 历史
1608年（庆长13年），本因坊算砂和林利玄对弈于骏府德川家康御前，此后算砂迁居京都寂光寺，每年三月率领各位棋手拜见将军，并进行对局。嘉永三年（1626年），中村道碩继承算砂的名人棋所身份后同安井算哲对弈于德川秀忠御前，一般认为这是御城棋的正式开始。
1855年（安政2年），由于安政大地震，御城棋停止了一年。1862年（文久2年），因为江户发生火灾，御城棋暂停，其后再也未能恢复。1864年（元治元年），御城棋正式结束。

## 意义
在200多年间的日本围棋历史上，御城棋是棋四家交锋的最重要舞台，其间出现过多次经典争棋场面。御城棋制度促进了各家之间的了解，从而推动日本围棋水平在竞争的基础上不断发展。

## 御好碁
除了御城碁外，通常賽後都會安排御好碁，是一種「餘興碁」，由將軍或是其他大官自行指定，不過後來將軍與大官也大多不管此事，多由棋界元老安排，許多棋士想與勁敵對局，都會暗地裡疏通元老以達到對局的目的。

## 註解
1. ↑  如道悅、算知名人的爭碁（其爭碁以御城碁為舞台）
2. ↑  例如太田雄藏雖棋力達上手，但由於當時他為「碁界三美男」之一，不願剃頭，所以就無法參加御城碁。